# Lijst van voetbalinterlands Kaaimaneilanden - Saint Kitts en Nevis
Deze lijst van voetbalinterlands is een overzicht van alle officiële voetbalinterlands tussen de nationale teams van de Kaaimaneilanden en Saint Kitts en Nevis. De landen hebben tot nu toe twee keer tegen elkaar gespeeld. De eerste ontmoeting, een groepswedstrijd tijdens de CONCACAF Nations League 2024/25, werd gespeeld in George Town op 7 september 2024. Het laatste duel, de returnwedstrijd in dezelfde competitie, vond plaats op 15 oktober 2024 in Basseterre.

## Wedstrijden
| № | Plaats      | Datum            | Competitie                      | Wedstrijd                        | Uitslag |
| - | ----------- | ---------------- | ------------------------------- | -------------------------------- | ------- |
| 1 | George Town | 7 september 2024 | CONCACAF Nations League 2024/25 | Kaaimaneilanden − St. Kitts-Nev. | 1 − 4   |
| 2 | Basseterre  | 15 oktober 2024  | CONCACAF Nations League 2024/25 | St. Kitts-Nev. – Kaaimaneilanden | 1 – 1   |

## Samenvatting
| Competitie              | Totaal gespeeld | Winst Kaaimaneilanden | Gelijk | Winst St. Kitts-Nev. | Doelsaldo Kaaimaneilanden – St. Kitts-Nev. |
| ----------------------- | --------------- | --------------------- | ------ | -------------------- | ------------------------------------------ |
| CONCACAF Nations League | 2               | 0                     | 1      | 1                    | 2 − 5                                      |
| Totaal                  | 2               | 0                     | 1      | 1                    | 2 − 5                                      |

CIFA · A-internationals · Olympisch elftal · Kaaimaneilands vrouwenelftal
Amerikaanse Maagdeneilanden ·
Anguilla ·
Antigua en Barbuda ·
Aruba ·
Bahama's ·
Barbados ·
Belize ·
Bermuda ·
Britse Maagdeneilanden ·
Canada ·
Cuba ·
Dominicaanse Republiek ·
El Salvador · 
Grenada ·
Guyana ·
Haïti ·
Jamaica ·
Moldavië ·
Montserrat ·
Nederlandse Antillen ·
Nicaragua ·
Puerto Rico ·
Saint Kitts en Nevis ·
Saint Lucia ·
Saint Vincent en de Grenadines ·
Suriname ·
Trinidad en Tobago ·
Turks- en Caicoseilanden ·
Verenigde Staten
SKNFA · A-internationals · Vrouwenelftal van Saint Kitts en Nevis
1979 – 1989 · 
1990 – 1999 · 
2000 – 2009 · 
2010 – 2019 ·
2020 − 2029
Amerikaanse Maagdeneilanden ·
Andorra ·
Anguilla ·
Antigua en Barbuda ·
Armenië ·
Aruba ·
Bahama's ·
Barbados ·
Belize ·
Bermuda ·
Britse Maagdeneilanden ·
Canada ·
Costa Rica ·
Cuba ·
Curaçao ·
Dominica ·
Dominicaanse Republiek ·
El Salvador ·
Estland ·
Georgië ·
Grenada ·
Guyana ·
Haïti ·
India ·
Jamaica ·
Kaaimaneilanden ·
Mauritius ·
Mexico ·
Montserrat ·
Nicaragua ·
Noord-Ierland ·
Puerto Rico ·
Saint Lucia ·
Saint Vincent en de Grenadines ·
San Marino ·
Suriname ·
Taiwan ·
Trinidad en Tobago ·
Turks- en Caicoseilanden ·
Verenigde Staten